# 本吉郡
- 令制国一覧 > 東山道 > 陸前国 > 本吉郡
- 日本 > 東北地方 > 宮城県 > 本吉郡

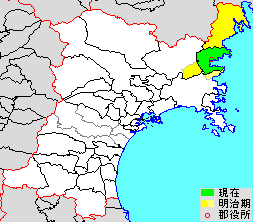
宮城県本吉郡の範囲（緑：南三陸町 薄黄：後に他郡に編入された区域）

本吉郡（もとよしぐん）は、宮城県（陸奥国・陸前国）の郡。
人口11,085人、面積163.4km²、人口密度67.8人/km²。（2025年5月1日、推計人口）
以下の1町を含む。
- 南三陸町（みなみさんりくちょう）

## 郡域
1878年（明治11年）に行政区画として発足した当時の郡域は、上記1町に気仙沼市および登米市の一部（津山町各町）、石巻市の一部（北上町十三浜）を加えた区域にあたる。

## 歴史

### 古代から近世までの沿革
- 8世紀以前：海道蝦夷の勢力圏として、律令国家の外にあった。
- 758年（天平宝字2年）: 律令国家の対蝦夷政策の拠点として桃生城築城。後世の本吉郡域は、桃生郡として律令国家に組み込まれてゆく。
- 811年（弘仁2年）以前：桃生郡北半が分割され、後世の本吉郡北部（現気仙沼市域）を含む気仙郡が成立。
- 12世紀初頭以前：桃生郡の北部及び気仙郡の南部を合わせ、海上交通の拠点である現南三陸町志津川地区を中心地とする本吉荘（元良荘とも）が成立。当初は摂関家領荘園、のちに後院領（天皇直轄領）荘園となり、金や馬を納めた。年貢運上を請け負った奥州藤原氏の拠点の一つとなり、藤原秀衡の四男本吉冠者高衡の名字の地ともなった。[1]。
- 1611年（慶長16年）：スペインの探検家セバスティアン・ビスカイノが、牡鹿、桃生、本吉、気仙各郡の沿岸を測量。
- 1646年（正保3年）：江戸幕府の鎖国政策のために、仙台藩主伊達忠宗の命により、領内5か所の沿岸監視所の一つとして、歌津村（現南三陸町歌津地区）泊浜に唐船番所が設置される[2][3]。

### 近代以降の沿革
- 幕末時点では陸奥国に所属し、全域が仙台藩領であった。「旧高旧領取調帳」に記載されている村は以下の通り。（1郷27村5浜）

| 区分 | 村数    | 村名 | 所属代官区                  | 所轄郡奉行 |
| ---- | ------- | --- | --------------------------- | ---------- |
| 北方 | 1郷19村 | 気仙沼本郷、赤岩村、岩尻村、岩月村、歌津村、大島村、唐桑村、小泉村、小原木村、最知村、鹿折村、新城村、月立村、津谷村、長磯村、波路上村、平磯村、馬籠村、松崎村、山田村 | 気仙沼代官所 （気仙沼本郷） | 奥郡奉行   |
| 南方 | 8村5浜  | 北沢村、南沢村、入谷村、折立村、黄牛村、志津川村、水戸辺村、柳津村、荒戸浜、清水浜、十三浜、滝ノ浜、長清水浜                                                           | 横山代官所 （北沢村）       | 中奥郡奉行 |

- 明治元年
  - 9月24日（1868年11月8日） - 戊辰戦争で仙台藩主伊達慶邦が薩長軍に降伏し、全領土62万石を没収される。
  - 12月7日（1869年1月19日）
    - 陸奥国が分割され、本郡は陸前国の所属となる。
    - 本吉郡は高崎藩取締地となる。
- 明治2年
  - 7月20日（1869年8月27日） - 高崎藩取締地に桃生県を設置。
  - 8月13日（1869年9月18日） - 桃生県が石巻県に改称。
- 明治3年9月28日（1870年10月22日） - 石巻県が登米県に編入。
- 明治4年
  - 11月2日（1871年12月13日） - 第1次府県統合により一関県の管轄となる。
  - 12月13日（1872年1月22日） - 一関県が水沢県に改称。
- 明治5年4月9日（1872年6月10日） - 大区小区制の施行により、本吉郡は水沢県第18・第19大区となる。

| 水沢県第18大区（全3小区。本吉郡の一部） | 水沢県第18大区（全3小区。本吉郡の一部）                          |
| 小区                                    | 所属村                                                           |
| --------------------------------------- | ---------------------------------------------------------------- |
| 小1区                                   | 気仙沼本郷、新城村、月立村                                       |
| 小2区                                   | 鹿折村、唐桑村、小原木村、大島村                                 |
| 小3区                                   | 松崎村、赤岩村、波路上村、岩月村、最知村、長磯村、岩尻村、平磯村 |

| 水沢県第19大区（全3小区。本吉郡の一部） | 水沢県第19大区（全3小区。本吉郡の一部）                      |
| 小区                                    | 所属村                                                       |
| --------------------------------------- | ------------------------------------------------------------ |
| 小1区                                   | 歌津村、小泉村、津谷村、馬籠村、山田村                       |
| 小2区                                   | 志津川村、水戸辺村、十三浜、荒戸浜、清水浜、滝ノ浜、長清水浜 |
| 小3区                                   | 柳津村、黄牛村、北沢村、南沢村、入谷村、折立村               |

- 明治8年（1875年）10月17日 - 以下の各村の統合が行われる。（1郷16村1浜）
  - 本吉村 ← 志津川村、荒戸浜、清水浜
  - 戸倉村 ← 折立村、水戸辺村、滝ノ浜、長清水浜
  - 横山村 ← 北沢村、南沢村
  - 麻崎村 ← 柳津村、黄牛村
  - 御嶽村 ← 津谷村、馬籠村・山田村
  - 大谷村 ← 岩尻村、平磯村
  - 階上村 ← 波路上村、岩月村、最知村、長磯村
  - 松岩村 ← 松崎村、赤岩村
  - 新月村 ← 新城村、月立村
- 明治8年（1875年）11月22日 - 水沢県が磐井県に改称。
- 明治9年（1876年）4月18日 - 第2次府県統合により宮城県の管轄となる。
- 明治9年（1876年）11月 - 区の再編により、本吉郡は桃生郡・牡鹿郡と共に宮城県第5大区となる。

| 宮城県第5大区（全9小区。桃生郡・牡鹿郡・本吉郡7～9） | 宮城県第5大区（全9小区。桃生郡・牡鹿郡・本吉郡7～9）         |
| 小区                                                 | 所属村                                                       |
| ---------------------------------------------------- | ------------------------------------------------------------ |
| 小7区                                                | 麻崎村、横山村、戸倉村、入谷村、本吉村、十三浜               |
| 小8区                                                | 歌津村、小泉村、御嶽村、大谷村、階上村                       |
| 小9区                                                | 気仙沼本郷、鹿折村、唐桑村、小原木村、新月村、松岩村、大島村 |

- 明治11年（1878年）10月21日 - 郡区町村編制法の宮城県での施行により、行政区画としての本吉郡が発足。郡役所が本吉村（志津川宿）に設置。同日大区小区制廃止。

### 町村制以降の沿革

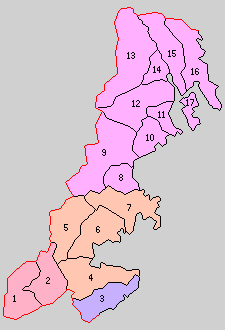
1.麻崎村 2.横山村 3.十三浜村 4.戸倉村 5.入谷村 6.本吉村 7.歌津村 8.小泉村 9.御岳村 10.大谷村 11.階上村 12.松岩村 13.新月村 14.気仙沼町 15.鹿折村 16.唐桑村 17.大島村（紫：石巻市 赤：登米市 桃：気仙沼市 橙：南三陸町）

- 明治22年（1889年）4月1日 - 町村制の施行により、以下の町村が発足[4]。（1町16村）

  - 麻崎村、横山村（それぞれ単独村制。現・登米市）
  - 十三浜村（十三浜が単独村制。現・石巻市）
  - 戸倉村、入谷村、本吉村、歌津村（それぞれ単独村制。現・南三陸町）
  - 小泉村、御嶽村、大谷村、階上村、松岩村、新月村（それぞれ単独村制。現・気仙沼市）
  - 気仙沼町（気仙沼本郷が単独町制。現・気仙沼市）
  - 鹿折村（単独村制。現・気仙沼市）
  - 唐桑村 ← 唐桑村、小原木村（現・気仙沼市）
  - 大島村（単独村制。現・気仙沼市）
- 明治27年（1894年）4月1日 - 郡制を施行。
- 明治28年（1895年）10月31日 - 本吉村が町制施行・改称して志津川町となる。（2町15村）
- 明治39年（1906年）11月1日 - 麻崎村が町制施行・改称して柳津町となる。（3町14村）
- 大正12年（1923年）4月1日 - 郡会が廃止。郡役所は存置。
- 大正15年（1926年）7月1日 - 郡役所が廃止。以降は地域区分名称となる。
- 昭和16年（1941年）11月3日 - 御嶽村が町制施行・改称して津谷町となる。（4町13村）
- 昭和26年（1951年）4月1日 - 鹿折村が町制施行して鹿折町となる。（5町12村）
- 昭和28年（1953年）6月1日 - 気仙沼町・鹿折町・松岩村が合併して気仙沼市が発足。郡より離脱。（3町11村）
- 昭和29年（1954年）11月3日 - 柳津町・横山村が合併して津山町が発足。（3町10村）
- 昭和30年（1955年）
  - 2月11日 - 唐桑村が町制施行して唐桑町となる。（4町9村）
  - 3月1日 - 志津川町・戸倉村・入谷村が合併し、改めて志津川町が発足。（4町7村）
  - 3月30日（4町4村）
    - 津谷町・小泉村・大谷村が合併し、本吉町が発足。
    - 十三浜村が桃生郡橋浦村と合併して桃生郡北上村が発足し、郡より離脱。

  - 4月1日 - 新月村・階上村・大島村を気仙沼市に編入。（4町1村）
- 昭和34年（1959年）4月1日 - 歌津村が町制施行し、歌津町となる。（5町）
- 平成17年（2005年）
  - 4月1日 - 津山町が登米郡石越町・東和町・豊里町・登米町・中田町・迫町・南方町・米山町と合併して登米市が発足し、郡より離脱。（4町）
  - 10月1日 - 志津川町・歌津町が合併して南三陸町が発足。（3町）
- 平成18年（2006年）3月31日 - 唐桑町が気仙沼市と合併し、改めて気仙沼市が発足、郡より離脱。（2町）
- 平成21年（2009年）9月1日 - 本吉町が気仙沼市に編入。（1町）

### 変遷表
| 藩政期     | 明治8年 10月17日 | 明治22年4月1日 町村制施行 | 明治22年 - 大正15年            | 昭和元年 - 昭和27年         | 昭和28年 - 昭和34年           | 昭和35年 - 昭和64年        | 平成元年 - 現在               | 現在     |
| ---------- | ---------------- | ------------------------- | ------------------------------ | --------------------------- | ----------------------------- | -------------------------- | ----------------------------- | -------- |
| 気仙沼本郷 | 気仙沼村         | 気仙沼町                  | 気仙沼町                       | 気仙沼町                    | 昭和28年6月1日 気仙沼市       | 気仙沼市                   | 平成18年3月31日 気仙沼市      | 気仙沼市 |
| 鹿折村     | 鹿折村           | 鹿折村                    | 鹿折村                         | 昭和26年4月1日 町制 鹿折町  | 昭和28年6月1日 気仙沼市       | 気仙沼市                   | 平成18年3月31日 気仙沼市      | 気仙沼市 |
| 松崎村     | 松岩村           | 松岩村                    | 松岩村                         | 松岩村                      | 昭和28年6月1日 気仙沼市       | 気仙沼市                   | 平成18年3月31日 気仙沼市      | 気仙沼市 |
| 赤岩村     | 松岩村           | 松岩村                    | 松岩村                         | 松岩村                      | 昭和28年6月1日 気仙沼市       | 気仙沼市                   | 平成18年3月31日 気仙沼市      | 気仙沼市 |
| 新城村     | 新月村           | 新月村                    | 新月村                         | 新月村                      | 昭和30年4月1日 気仙沼市に編入 | 気仙沼市                   | 平成18年3月31日 気仙沼市      | 気仙沼市 |
| 月立村     | 新月村           | 新月村                    | 新月村                         | 新月村                      | 昭和30年4月1日 気仙沼市に編入 | 気仙沼市                   | 平成18年3月31日 気仙沼市      | 気仙沼市 |
| 波路上村   | 階上村           | 階上村                    | 階上村                         | 階上村                      | 昭和30年4月1日 気仙沼市に編入 | 気仙沼市                   | 平成18年3月31日 気仙沼市      | 気仙沼市 |
| 岩月村     | 階上村           | 階上村                    | 階上村                         | 階上村                      | 昭和30年4月1日 気仙沼市に編入 | 気仙沼市                   | 平成18年3月31日 気仙沼市      | 気仙沼市 |
| 最知村     | 階上村           | 階上村                    | 階上村                         | 階上村                      | 昭和30年4月1日 気仙沼市に編入 | 気仙沼市                   | 平成18年3月31日 気仙沼市      | 気仙沼市 |
| 長磯村     | 階上村           | 階上村                    | 階上村                         | 階上村                      | 昭和30年4月1日 気仙沼市に編入 | 気仙沼市                   | 平成18年3月31日 気仙沼市      | 気仙沼市 |
| 大島村     | 大島村           | 大島村                    | 大島村                         | 大島村                      | 昭和30年4月1日 気仙沼市に編入 | 気仙沼市                   | 平成18年3月31日 気仙沼市      | 気仙沼市 |
| 唐桑村     | 唐桑村           | 唐桑村                    | 唐桑村                         | 唐桑村                      | 昭和30年2月11日 町制 唐桑町   | 唐桑町                     | 平成18年3月31日 気仙沼市      | 気仙沼市 |
| 小原木村   | 小原木村         | 唐桑村                    | 唐桑村                         | 唐桑村                      | 昭和30年2月11日 町制 唐桑町   | 唐桑町                     | 平成18年3月31日 気仙沼市      | 気仙沼市 |
| 津谷村     | 御嶽村           | 御嶽村                    | 御嶽村                         | 昭和16年11月3日 町制 津谷町 | 昭和30年3月30日 本吉町        | 本吉町                     | 平成21年9月1日 気仙沼市に編入 | 気仙沼市 |
| 馬籠村     | 御嶽村           | 御嶽村                    | 御嶽村                         | 昭和16年11月3日 町制 津谷町 | 昭和30年3月30日 本吉町        | 本吉町                     | 平成21年9月1日 気仙沼市に編入 | 気仙沼市 |
| 山田村     | 御嶽村           | 御嶽村                    | 御嶽村                         | 昭和16年11月3日 町制 津谷町 | 昭和30年3月30日 本吉町        | 本吉町                     | 平成21年9月1日 気仙沼市に編入 | 気仙沼市 |
| 岩尻村     | 大谷村           | 大谷村                    | 大谷村                         | 大谷村                      | 昭和30年3月30日 本吉町        | 本吉町                     | 平成21年9月1日 気仙沼市に編入 | 気仙沼市 |
| 平磯村     | 大谷村           | 大谷村                    | 大谷村                         | 大谷村                      | 昭和30年3月30日 本吉町        | 本吉町                     | 平成21年9月1日 気仙沼市に編入 | 気仙沼市 |
| 小泉村     | 小泉村           | 小泉村                    | 小泉村                         | 小泉村                      | 昭和30年3月30日 本吉町        | 本吉町                     | 平成21年9月1日 気仙沼市に編入 | 気仙沼市 |
| 志津川村   | 本吉村           | 本吉村                    | 明治28年10月31日 町制 志津川町 | 志津川町                    | 昭和30年3月1日 志津川町       | 志津川町                   | 平成17年10月1日 南三陸町      | 南三陸町 |
| 荒戸浜     | 本吉村           | 本吉村                    | 明治28年10月31日 町制 志津川町 | 志津川町                    | 昭和30年3月1日 志津川町       | 志津川町                   | 平成17年10月1日 南三陸町      | 南三陸町 |
| 清水浜     | 本吉村           | 本吉村                    | 明治28年10月31日 町制 志津川町 | 志津川町                    | 昭和30年3月1日 志津川町       | 志津川町                   | 平成17年10月1日 南三陸町      | 南三陸町 |
| 折立村     | 戸倉村           | 戸倉村                    | 戸倉村                         | 戸倉村                      | 昭和30年3月1日 志津川町       | 志津川町                   | 平成17年10月1日 南三陸町      | 南三陸町 |
| 水戸辺村   | 戸倉村           | 戸倉村                    | 戸倉村                         | 戸倉村                      | 昭和30年3月1日 志津川町       | 志津川町                   | 平成17年10月1日 南三陸町      | 南三陸町 |
| 滝ノ浜     | 戸倉村           | 戸倉村                    | 戸倉村                         | 戸倉村                      | 昭和30年3月1日 志津川町       | 志津川町                   | 平成17年10月1日 南三陸町      | 南三陸町 |
| 長清水浜   | 戸倉村           | 戸倉村                    | 戸倉村                         | 戸倉村                      | 昭和30年3月1日 志津川町       | 志津川町                   | 平成17年10月1日 南三陸町      | 南三陸町 |
| 入谷村     | 入谷村           | 入谷村                    | 入谷村                         | 入谷村                      | 昭和30年3月1日 志津川町       | 志津川町                   | 平成17年10月1日 南三陸町      | 南三陸町 |
| 歌津村     | 歌津村           | 歌津村                    | 歌津村                         | 歌津村                      | 昭和34年4月1日 町制 歌津町    | 歌津町                     | 平成17年10月1日 南三陸町      | 南三陸町 |
| 柳津村     | 麻崎村           | 麻崎村                    | 明治39年11月1日 町制 柳津町    | 柳津町                      | 昭和29年11月3日 津山町        | 津山町                     | 平成17年4月1日 登米市         | 登米市   |
| 黄牛村     | 麻崎村           | 麻崎村                    | 明治39年11月1日 町制 柳津町    | 柳津町                      | 昭和29年11月3日 津山町        | 津山町                     | 平成17年4月1日 登米市         | 登米市   |
| 北沢村     | 横山村           | 横山村                    | 横山村                         | 横山村                      | 昭和29年11月3日 津山町        | 津山町                     | 平成17年4月1日 登米市         | 登米市   |
| 南沢村     | 横山村           | 横山村                    | 横山村                         | 横山村                      | 昭和29年11月3日 津山町        | 津山町                     | 平成17年4月1日 登米市         | 登米市   |
| 十三浜     | 十三浜           | 十三浜村                  | 十三浜村                       | 十三浜村                    | 昭和30年3月30日 桃生郡北上村  | 昭和37年4月1日 町制 北上町 | 平成17年4月1日 石巻市         | 石巻市   |

## 行政
歴代郡長
| 代 | 氏名       | 就任年月日                 | 退任年月日                 | 備考                        |
| -- | ---------- | -------------------------- | -------------------------- | --------------------------- |
| 1  | 戸沢精一郎 | 明治11年（1878年）10月21日 |                            |                             |
| 2  | 秋山峻     | 明治16年（1883年）         |                            |                             |
| 3  | 戸沢精一郎 | 明治22年（1889年）         |                            | 初代の再任 任期中に郡制施行 |
| 4  | 八乙女盛次 | 明治29年（1896年）         |                            |                             |
| 5  | 今野三朔   | 明治31年（1898年）         |                            |                             |
| 6  | 大立目謙吾 | 明治34年（1901年）11月     | 明治36年（1903年）2月10日  |                             |
| 7  | 菅原通実   | 明治36年（1903年）2月10日  | 明治37年（1904年）12月23日 |                             |
| 8  | 飯塚清通   | 明治37年（1904年）12月23日 |                            |                             |
| 9  | 真殿彬     | 明治45年（1912年）3月      |                            |                             |
| 10 | 菊池忠良   | 大正2年（1913年）3月       |                            |                             |
| 11 | 小山田義祐 | 大正10年（1921年）1月      |                            |                             |
| 12 | 細川荒雄   | 大正11年（1922年）1月      |                            | 任期中に郡会廃止            |
| 13 | 佐藤曾代吉 | 大正13年（1924年）11月     | 大正15年（1926年）6月30日  | 郡役所廃止により、廃官      |